# Beverly Beach
Beverly Beach es un pueblo ubicado en el condado de Flagler en el estado estadounidense de Florida. En el Censo de 2010 tenía una población de 338 habitantes y una densidad poblacional de 337,22 personas por km².

## Geografía
Beverly Beach se encuentra ubicado en las coordenadas 29°31′2″N 81°8′52″O / 29.51722, -81.14778. Según la Oficina del Censo de los Estados Unidos, Beverly Beach tiene una superficie total de 1 km², de la cual 0.88 km² corresponden a tierra firme y (12.14%) 0.12 km² es agua.

## Demografía
Según el censo de 2010, había 338 personas residiendo en Beverly Beach. La densidad de población era de 337,22 hab./km². De los 338 habitantes, Beverly Beach estaba compuesto por el 99.7% blancos, el 0% eran afroamericanos, el 0% eran amerindios, el 0% eran asiáticos, el 0% eran isleños del Pacífico, el 0% eran de otras razas y el 0.3% pertenecían a dos o más razas. Del total de la población el 0.59% eran hispanos o latinos de cualquier raza.